# März 1997
Portal Geschichte | Portal Biografien | Aktuelle Ereignisse | Jahreskalender | Tagesartikel

◄ |
19. Jahrhundert |
20. Jahrhundert
| 21. Jahrhundert

◄ |
1960er |
1970er |
1980er |
1990er
| 2000er | 2010er | 2020er | ►

◄ |
1993 |
1994 |
1995 |
1996 |
1997
| 1998 | 1999 | 2000 | 2001 | ►

◄ |
Dezember 1996 |
Januar 1997 |
Februar 1997 |
März 1997 |
April 1997 |
Mai 1997 |
Juni 1997 |
►
Dieser Artikel behandelt aktuelle Nachrichten und Ereignisse im März 1997.

## Tagesgeschehen

### Samstag, 1. März 1997
- Tirana/Albanien: Die bereits vier Wochen andauernden Unruhen durch um ihr Anlagevermögen gebrachte Zivilisten veranlassen Präsident Sali Berisha von der Demokratischen Partei, seinen Parteikollegen Ministerpräsident Aleksandër Meksi vom Regierungsauftrag zu entbinden. Bis zur Ernennung eines Nachfolgers bleibt Meksi im Amt.[1]
- Wien/Österreich: Der Tatbestand Ehebruch ist ab heute aus dem Strafgesetzbuch der Republik Österreich gestrichen.[2]

### Donnerstag, 6. März 1997
- Hamburg/Deutschland: Bei der 6. Verleihung des Musikpreises Echo wird die Pop-Girlgroup Spice Girls in der Kategorie „Internationaler Newcomer des Jahres“ ausgezeichnet.[3][4]

### Sonntag, 9. März 1997
- Los Angeles/Vereinigte Staaten: Der 24-jährige Rap-Musiker The Notorious B.I.G. erliegt im Cedars-Sinai Medical Center den Verletzungen, die ihm sein unbekannter Mörder wenige Stunden zuvor bei einem Drive-by-Shooting zufügte. Als am 7. September 1996 der Rap-Musiker Tupac Shakur tödlich verwundet wurde, verteidigte sich The Notorious B.I.G. vehement gegen Anschuldigungen, mit den Schüssen auf Shakur in Verbindung zu stehen.[5][6]
- Mongolei, Russland: Bei der totalen Sonnenfinsternis ist die Sonne von Ostsibirien aus beobachtet zwei Minuten und 50 Sekunden zu 100 % vom Mond verdeckt. Der Kernschatten des Mondes traf zuvor die Mongolei. Menschen in China, Japan und Korea sehen die Sonne zur Hälfte vom Mond verdeckt.[7]

- Tirana/Albanien: Aufständische stürmen die Militärakademie in der albanischen Hauptstadt und es werden auch heute wieder Waffendepots geplündert. Viele Privatpersonen bewaffnen sich aus Angst vor Plünderungen. Die gewaltsamen Proteste begannen Anfang Februar im Süden Albaniens und die heute vom neuen Ministerpräsidenten Bashkim Fino von der Sozialistischen Partei aufgenommenen Verhandlungen über eine Regierung der nationalen Versöhnung entspannen die Situation noch nicht.[8][9]

### Donnerstag, 13. März 1997
- Naharayim/Jordanien: Der jordanische Soldat Ahmad Daqamseh erschießt in der Stadt am Zusammenfluss von Jarmuk und Jordan, die zum jordanischen Staatsgebiet gehört, aber israelisch verwaltet wird, sieben israelische Schulmädchen auf offener Straße. Sie hätten ihn provoziert, während er ein Gebet ausübte.[10]

### Sonntag, 16. März 1997
- Vail/Vereinigte Staaten: In der Gesamtwertung der Herren-Wettbewerbe des Alpinen Skiweltcups 1996/97 belegt der Franzose Luc Alphand nach dem letzten Rennen Platz 1. Bei den Damen gewinnt Pernilla Wiberg aus Schweden den Gesamt-Weltcup.[11][12]

### Mittwoch, 19. März 1997
- Amman/Jordanien: Abdelsalam al-Majali löst Abdelkarim al-Kabariti als Ministerpräsident von Jordanien ab. Für al-Majali ist es die zweite Amtsperiode.[13]

### Freitag, 21. März 1997
- Bern/Schweiz: Mit dem Regierungs- und Verwaltungsorganisationsgesetz verleiht die Bundesversammlung der Stadt Bern Sicherheit in der Hauptstadtfrage der Schweiz. Das Gesetz bestätigt den 1848 zur „Bundesstadt“ gewählten Ort als Amtssitz des Bundesrats als auch der sieben Bundesrat-Departemente und der Bundeskanzlei, in welcher die Stabstelle der exekutiven Gewalt ihren Sitz hat.[14][15]

### Montag, 24. März 1997
- Los Angeles/Vereinigte Staaten: Bei den 69. Academy Awards der Filmbranche wird die Literaturverfilmung Der englische Patient des britischen Regisseurs Anthony Minghella als bester Film prämiert. Der Film Independence Day gewinnt den Oscar für die besten visuellen Effekte.[16]

### Mittwoch, 26. März 1997
- Rom/Italien: Als achter Mitgliedstaat der Europäischen Union wendet Italien ab heute die Inhalte des Schengener Abkommens vollständig an. Es entfallen damit die Personenkontrollen für Reisen zwischen Italien sowie Belgien, Deutschland, Frankreich, Luxemburg, den Niederlanden, Portugal und Spanien.[17]

### Donnerstag, 27. März 1997

Logo des SC Bern

- Bern/Schweiz: Das Übereinkommen der Vereinten Nationen zur Beseitigung jeder Form von Diskriminierung der Frau tritt in der Schweiz in Kraft.[18]
- Zug/Schweiz: Der SC Bern wird in der Saison 1996/97 durch einen 4:0-Sieg im vierten Playoff-Finalspiel gegen den EV Zug zum zehnten Mal Schweizer Meister im Eishockey.[19]

### Montag, 31. März 1997

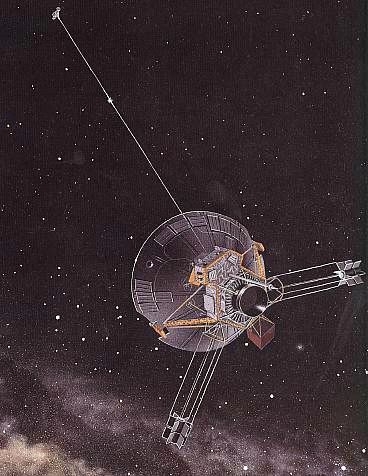
Sonde Pioneer 10, künstlerische Darstellung

- Saint Petersburg/Vereinigte Staaten: Die Women’s Tennis Association führt die 16-jährige Schweizerin Martina Hingis erstmals auf Rang 1 ihrer Tennisweltrangliste. Sie ist die jüngste Nummer-Eins-Tennisspielerin seit Einführung der Rangliste in den 1970er Jahren.[20]
- Washington, D.C./Vereinigte Staaten: Die Raumfahrtbehörde NASA stellt planmäßig die Mission Pioneer 10 ein. Die Raumsonde gleichen Namens startete 1972 ins Weltall und sollte ursprünglich während einer 21 Monate langen Mission Daten von jenseits des Asteroidengürtels zur Erde funken. Inzwischen nähert sich die Raumsonde dem äußeren Rand des Schwerefelds der Sonne und sendet weiterhin Daten zur Erde.[21]

## Weblinks

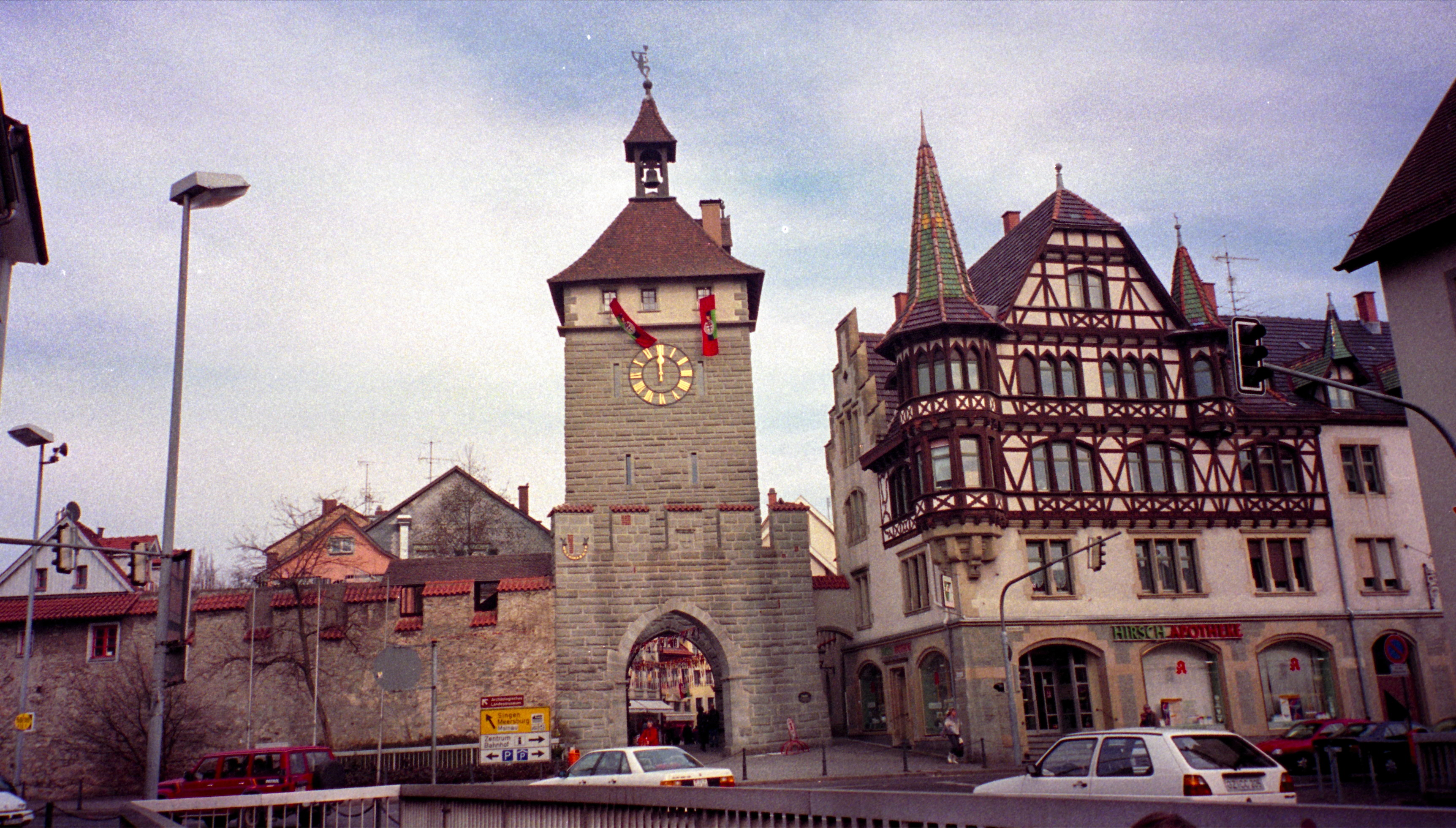
Baden-Württemberg im März 1997